# Наш спільний друг (телесеріал, 1998)
«Наш спільний друг» (англ. Our Mutual Friend) — британський телесеріал 1998 року, екранізація однойменного роману Чарлза Дікенса (1864–1865).

## У ролях
| Актор           | Персонаж                                                  |
| --------------- | --------------------------------------------------------- |
| Пол Мак-Ґанн    | Юджин Рейберн (англ. Eugene Wrayburn)                     |
| Стівен Макінтош | Джон Гармон (англ. John Harmon)                           |
| Кілі Гоус       | Ліззі Гексем (англ. Lizzie Hexam)                         |
| Анна Фріл       | Белла Вілфер (англ. Bella Wilfer)                         |
| Пітер Вон       | Нікодимус (Нодді) Боффін (англ. Nicodemus (Noddy) Boffin) |
| Девід Морріссі  | Бредлі Гедстон (англ. Bradley Headstone)                  |
| Домінік Мафем   | Мортімер Лайтвуд (англ. Mortimer Lightwood)               |
| Девід Бредлі    | Роджер Райдергуд (англ. Roger Riderhood)                  |
| Кеннет Кренем   | Сайлас Вегг (англ. Silas Wegg)                            |
| Тімоті Сполл    | містер Венус (англ. Mr. Venus)                            |
| Пем Ферріс      | місіс Генрієтта Боффін (англ. Mrs. Henrietta Boffin)      |
| Кеті Мерфі      | Дженні Рен (англ. Jenny Wren)                             |
| Дун Макічан     | Софронія Лемлі (англ. Sophronia Lammle)                   |
| Ентоні Калф     | Альфред Лемлі (англ. Alfred Lammle)                       |
| Мартін Генкок   | Хлюп (англ. Sloppy)                                       |
| Една Доре       | Бетті Гіґден (англ. Betty Higden)                         |
| Маргарет Тайзак | леді Тіппінз (англ. Lady Tippins)                         |
| Девід Скофілд   | Джессі Гексем (батько Ліззі) (англ. Jesse Hexam)          |

## Зйомки
Для драми був використаний гребний пароплав фортеці Kingswear. Сцена була знята на річці Медуей поруч із тодішніми причалами човнів Chatham Dockyard. У 2013 році корабель повернувся до використання на річці Дарт в Девоні. Задні вулиці робочого будинку були зняті в Четем Докярд.

## Нагороди
Переможець:
- 1999 — Британська академія телебачення та кіномистецтва: найкращий дизайн, найкращий драматичний серіал, найкраща робота звукооператора і найкращий макіж.

Номінація:
- 1999 — Broadcasting Press Guild Awards: найкращий актор, найкраща драма.

## Зовнішні посилання
- Наш спільний друг (телесеріал, 1998)  на сайті «BBC Online»(англ.)
- Our Mutual Friend at PBS